# 금오산 (하동)
금오산(金熬山)은 대한민국 경상남도 하동군의 진교면과 금남면에 걸쳐 있는 높이 849 m의 한국의 화강암 산이다. 산 정상부는 중생대 백악기 불국사 화강암으로 구성되고 산 주변은 경상 누층군 낙동층, 하산동층으로 구성된다.

## 같이 보기
- 한국의 산
- 하동군의 지질